# Хабенский, Константин Юрьевич
Константи́н Ю́рьевич Хабе́нский (род. 11 января 1972, Ленинград, СССР) — советский и российский актёр театра, кино, телевидения, озвучивания и дубляжа, кинорежиссёр, сценарист, продюсер и общественный деятель; народный артист Российской Федерации (2012), лауреат Государственной премии Российской Федерации (2019); также является лауреатом трёх премий «Золотой орёл» (2006, 2009, 2014), премии «Ника» (2014) и двух «ТЭФИ» (2016, 2018). С 28 октября 2021 года — художественный руководитель-директор Московского Художественного театра имени А. П. Чехова.
Получил известность после ролей оперуполномоченного Игоря Плахова в телесериале «Убойная сила» (2000—2005) и Антона Городецкого в дилогии Тимура Бекмамбетова («Ночной Дозор», 2004; «Дневной Дозор», 2005). Сыграл значительные роли в фильмах «В движении» (2002), «Свои» (2004), «Статский советник» (2005), «Адмиралъ» (2008), «Небесный суд» (2012), «Географ глобус пропил» (2013), «Коллектор» (2016), «Время первых» (2017), «Селфи» (2018) и телесериале «Метод» (2015).
Также снимался в Голливуде, где примечательными являются работы актёра в фильмах «Особо опасен» (2008), «Шпион, выйди вон!» (2011), «Чёрное море» (2014), «Чемпион мира» (2021).
В 2018 году дебютировал в качестве кинорежиссёра, поставив фильм «Собибор» и исполнив в нём главную роль.
Согласно подробному аналитическому обзору российского кинематографа компанией «Яндекс» на основе данных сайта «КиноПоиск», Хабенский назван самым популярным актёром в России за первые 15 лет XXI века.

## Биография
Родился 11 января 1972 года в Ленинграде.
Отец — Юрий Аронович Хабенский (1946—2004), еврей, был инженером-гидрологом; мать — Татьяна Геннадьевна Хабенская — работала учительницей математики в школе.
В 1981 году вместе с семьёй переехал в Нижневартовск, где прожил четыре года. В 1985 году семья вернулась в Ленинград. Окончив восемь классов средней школы № 486, где работала учителем математики его мама, поступил в Ленинградский техникум авиационного приборостроения и автоматики (ГУАП), но после третьего курса забрал документы, осознав, что техническая специальность не для него. Работал полотёром, дворником, уличным музыкантом, монтировщиком и ведущим актёром в театре-студии «Суббота».
В 1990 году поступил в Ленинградский государственный институт театра, музыки и кинематографии (ЛГИТМиК) (с 1993 года — СПбГАТИ, с 2015 года — РГИСИ) (мастерская В. М. Фильштинского). За годы учёбы сыграл ряд крупных ролей: Ломова в водевиле «Предложение» А. П. Чехова, несколько ролей в постановке «Время Высоцкого», канатоходца Матто в «Дороге» (по фильму Ф. Феллини), Чебутыкина в «Трёх сестрах». Выпускная работа — Эстрагон (Гого) в постановке Ю. Бутусова «В ожидании Годо».
В 1994 году сыграл первую, небольшую роль в кино («На кого Бог пошлёт»). В 1996 году, окончив СПбГАТИ (курс Вениамина Фильштинского), принят в экспериментальный театр «Перекрёсток» в Санкт-Петербурге, где прослужил один год. Одновременно работал на региональном телевидении в качестве ведущего отдела музыкальных и информационных программ.

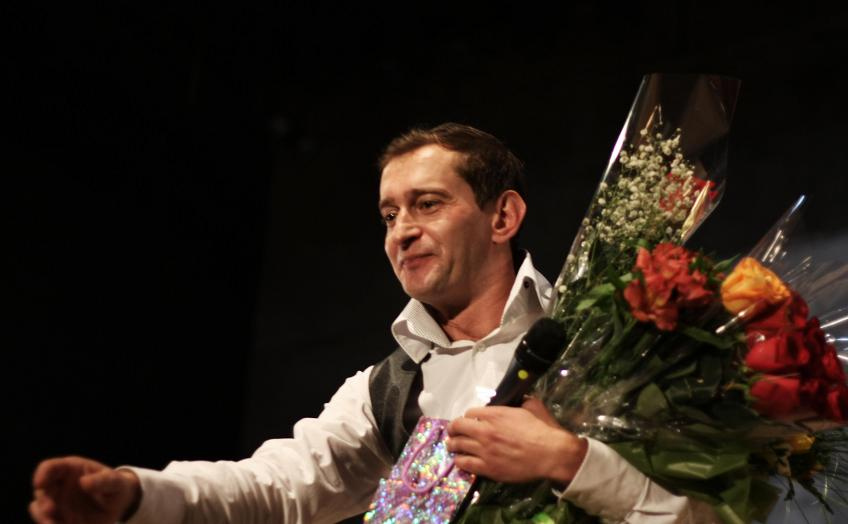
Творческий вечер 17 сентября 2010 года

В 1996 году перешёл в московский театр «Сатирикон» имени Аркадия Райкина. Здесь молодой актёр был занят, в основном, на вторых ролях. Среди его работ — спектакли «Трёхгрошовая опера» и «Сирано де Бержерак».
В 1998 году снялся сразу в трёх картинах: в российско-венгерской детективно-фантасмагорической мелодраме Томаша Тота «Наташа», социальной драме А. Ю. Германа «Хрусталёв, машину!» и мелодраме Дмитрия Месхиева «Женская собственность». За работу в картине Дмитрия Месхиева Хабенскому была присуждена премия в номинации «Лучшая мужская роль» на Гатчинском кинофестивале «Литература и кино».
Вскоре актёр сыграл небольшую роль в триллере Николая Лебедева «Поклонник» (1999). Следующей заметной работой в кино стала главная роль в драме Владимира Фокина «Дом для богатых» (2000).
Популярность принёс телесериал «Убойная сила» (2000—2005); телезрители запомнили его как Игоря Плахова.
Тем временем продолжалась и его работа в театре: с 1996 года актёр выступал на сцене Санкт-Петербургского академического театра имени Ленсовета, где играл заглавную роль в спектакле «Калигула». Среди других работ актёра: дурачок Карл в «Войцеке» Г. Бюхнера, Эстрагон в спектакле «В ожидании Годо» С. Беккета, Валентайн в «Поживём — увидим» Б. Шоу. Ещё одной заметной работой Хабенского в кино стала роль Саши Гурьева в фильме режиссёра Филиппа Янковского «В движении» (2002). Сотрудничество с Филиппом Янковским продолжилось в фильме «Статский советник» (2005), где актёр снялся в роли Грина (Григория Гринберга).
В 2003 году актёр принят в труппу МХТ имени А. П. Чехова, где служит по настоящее время. Поддерживает дружеские отношения со своими однокурсниками по ЛГИТМиКу, в частности — с Михаилом Пореченковым, Михаилом Трухиным и Андреем Зибровым[значимость факта?].
Наибольшую популярность принесли фильмы «Ночной Дозор» (2004) и «Дневной Дозор» (2005). Персонаж фильма, Антон Городецкий, стал одной из наиболее известных ролей Константина.
В 2006 году актёр снялся в картине «Час пик» по роману Ежи Ставиньского.
Далее много работает в кино: сыграл Костю Лукашина в «Иронии судьбы. Продолжение» (2007) и Александра Колчака в фильме «Адмиралъ» (2008), в 2010 году снялся в главной роли Вячеслава Колотилова в фильме «Выкрутасы» режиссёра Левана Габриадзе, в 2012 году — в роли Алексея Турбина в телесериале «Белая гвардия».
В 2016 году Константин Хабенский сыграл сотрудника коллекторской фирмы в картине «Коллектор» режиссера Алексея Красовского, где он был единственным актёром на экране. Российское издание The Hollywood Reporter назвало фильм «блестящей сольной работой с одним из лучших российских актеров современности». За этот фильм актёр получил награду за лучшую мужскую роль на «Кинотавре» и на Пражском фестивале независимого кино.
По вероисповеданию является католиком[значимость факта?].
С 28 октября 2021 года занимает пост художественного руководителя-директора МХТ имени А. П. Чехова.
Член Союза кинематографистов Российской Федерации, Российской академии кинематографических искусств, Национальной академии кинематографических искусств и наук России.
В 2024 году вошёл в Совет при президенте Российской Федерации по культуре и искусству.

## Режиссёрский дебют
На пресс-конференции на «Кино Экспо»-2017 Хабенский представил свой режиссёрский дебют — фильм «Собибор», в котором сыграл главную роль Александра Печерского. Работа над фильмом велась при активной поддержке Министерства культуры РФ и лично министра культуры РФ Владимира Мединского, который и подал идею создания фильма.
Производством фильма занималась компания «Синема Продакшн» в лице продюсеров Эльмиры Айнуловой и Марии Журомской и «Фетисов Иллюзион» при поддержке Фонда Александра Печерского. Фильм снят по мотивам книги Ильи Васильева «Александр Печерский: прорыв в бессмертие». Фильм выдвигался на кинопремию «Оскар» в категории «Лучший фильм на иностранном языке» от России в 2018 году, но картина не вошла в короткий список из девяти отобранных картин.
Впервые в России фильм был представлен 29 января 2018 года на мероприятии, посвящённом Международному дню памяти жертв Холокоста и годовщине полного освобождения Ленинграда от фашистской блокады в Еврейском музее и центре толерантности. На показе присутствовали президент России Владимир Путин, премьер-министр Израиля Биньямин Нетаньяху, ветераны Великой Отечественной войны, творческая группа фильма.
Мировая премьера «Собибора» прошла в Варшаве 23 апреля 2018 года, после чего прошли премьеры во многих столицах мира.

## Семья
Отец — Юрий Аронович Хабенский (1946—2004), был инженером-гидрологом, потом — аудитором, умер от рака (диагноз ему поставили, когда сын начал сниматься в «Ночном Дозоре»).
Мать — Татьяна Геннадьевна Хабенская (урождённая Никулина), родом из Йошкар-Олы, работала по специальности «инженер-гидролог» в строительной лаборатории Нижневартовска, была преподавателем математики.
Старшая сестра — Наталья Хабенская, выпускница Ленинградского института культуры (по специальности «режиссёр»), певица, в конце 1990-х — начале 2000-х годов была солисткой Санкт-Петербургского еврейского музыкального ансамбля, в дуэте «Маргаритки» с Надеждой Чермантеевой.
Дед по материнской линии — Геннадий Александрович Никулин (1922, Краснококшайск — ?), участник Великой Отечественной войны, председатель обкома профсоюзов Марийской АССР.
Бабушка по материнской линии — Лидия Ивановна Никулина, врач-стоматолог, выпускница Воронежского медицинского института.
Дед по отцовской линии — Арон Миронович Хабенский, архитектор, был руководителем архитектурной мастерской в Ленинградском зональном научно-исследовательском и проектном институте типового и экспериментального проектирования жилых и общественных зданий (ЛенЗНИИЭП), в послевоенные годы как сотрудник организации Ленкоммунстрой занимался реконструкцией разрушенной городской архитектуры (в частности Севастополя).
Бабушка по отцовской линии — Евгения Яковлевна Хабенская, медик.

## Личная жизнь

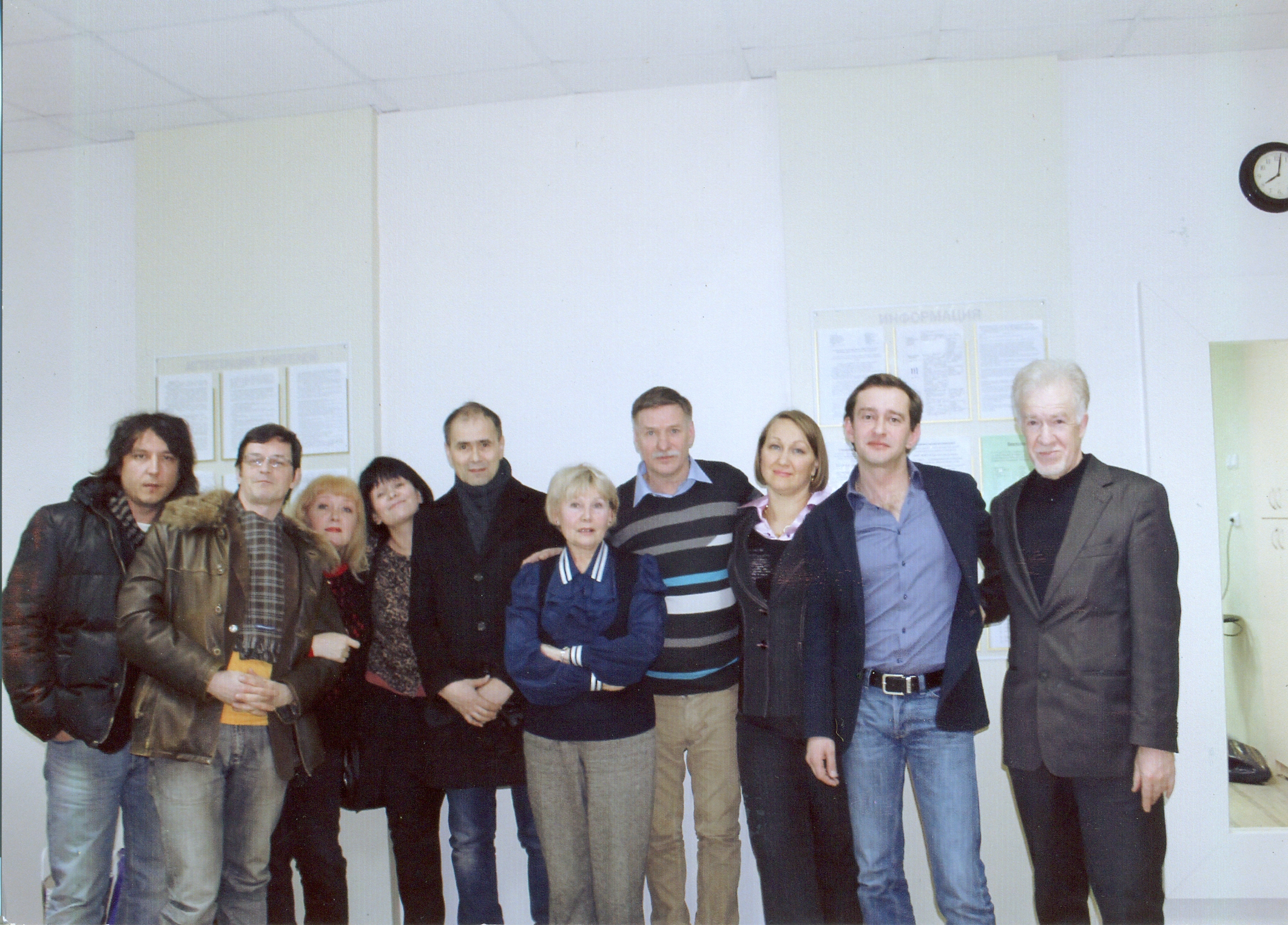
Константин Хабенский с коллегами по студии творческого развития, Казань, 2012 год

С 12 января 2000 года состоял в браке с Анастасией Федосеевой, журналисткой одной из радиостанций Санкт-Петербурга (31 марта 1975, Ленинград, СССР — 1 декабря 2008, Лос-Анджелес, США). Анастасия снялась в эпизодических ролях в художественных фильмах и телесериалах «Линии судьбы» (2003, журналист), «Убойная сила-5» (2003, переводчик), «Sapiens» (2004, пассажир автомобиля), «9 месяцев» (2006, пресс-секретарь). 1 декабря 2008 года, после годичного лечения в Лос-Анджелесе, Федосеева умерла в возрасте 33 лет от опухоли головного мозга, когда сыну был 1 год. Прах похоронен 15 декабря 2008 года на Троекуровском кладбище в Москве.
От брака с Федосеевой есть сын Иван (род. 25 сентября 2007, Москва), который проживал вместе с бабушкой Инной Глебовной Федосеевой (бывшей тёщей Константина) в Барселоне (Испания) до лета 2021 года, когда они вернулись в Москву.
Во второй раз Хабенский женился летом 2013 года на актрисе МХТ имени А. П. Чехова Ольге Литвиновой (род. 1981), являющейся дочерью Александра Литвинова (род. 9 октября 1950), заслуженного работника культуры России, продюсера, основателя и генерального директора собственной продюсерской компании, ранее занимавшего должность первого заместителя генерального директора киноконцерна «Мосфильм».
3 июня 2016 года у супругов родился первый совместный ребёнок — дочь Александра. Роды проходили в Москве.
1 февраля 2019 года родилась вторая дочь, Вера.

## Общественная деятельность

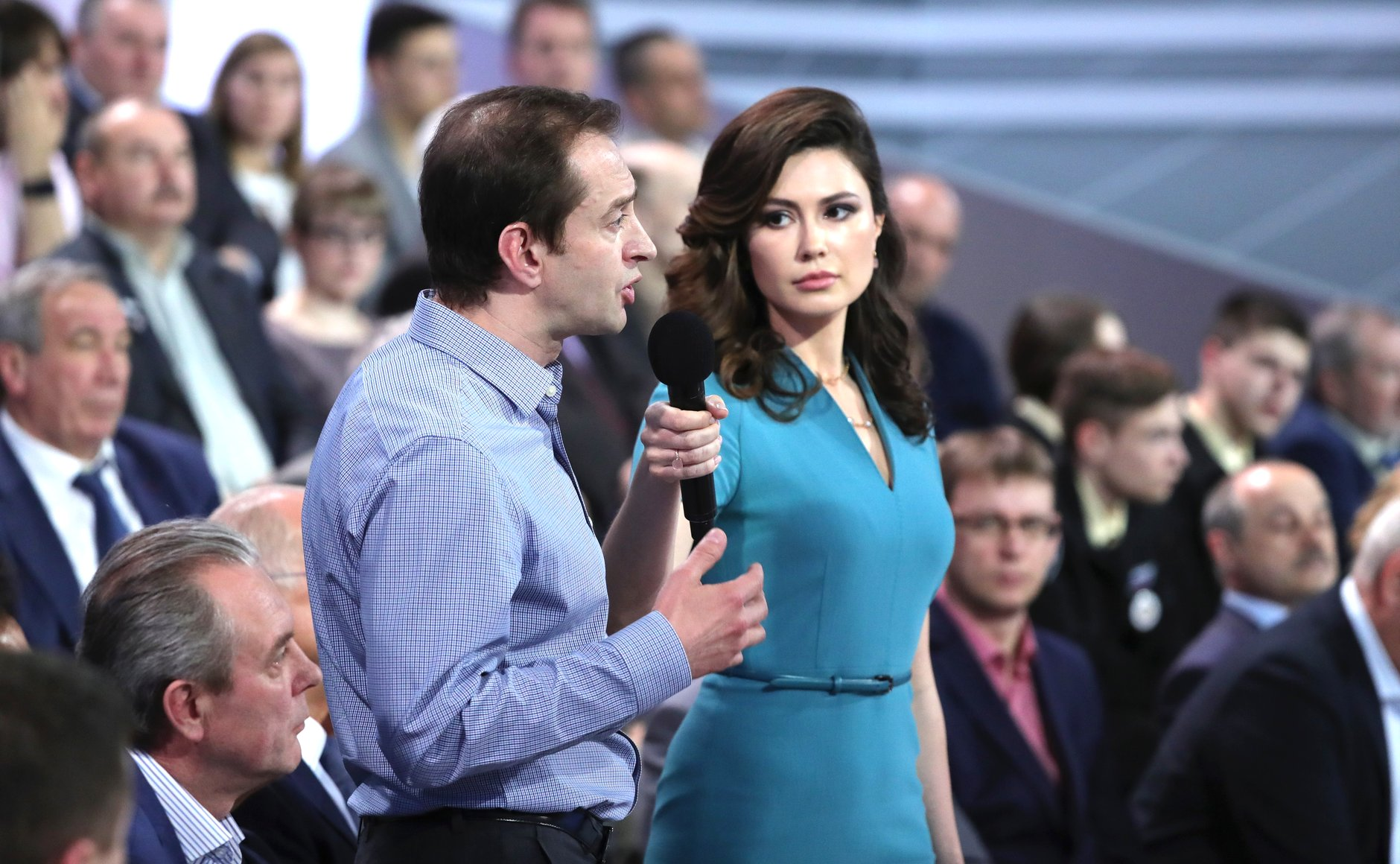
Константин Хабенский во время «Прямой линии с Владимиром Путиным» 14 апреля 2016 года

В 2008 году создал благотворительный фонд, названный «Благотворительный фонд Константина Хабенского», который занимается организацией помощи детям с онкологическими и другими тяжёлыми заболеваниями головного мозга. На церемонию присуждения почётного звания «Народный артист Российской Федерации» в 2012 году Хабенский пришёл в Кремль с самодельным значком «Дети вне политики» на груди. По словам актёра, тем самым он хотел привлечь внимание к проблемам детей-сирот в связи с принимавшимся в тот день «Законом Димы Яковлева», запрещающим их усыновление гражданами США. Во время «прямой линии с Владимиром Путиным» в 2016 году поднял вопрос о трудностях, с которыми сталкиваются родственники пациентов, находящихся в реанимации и палатах интенсивной терапии, а также напомнил об обязательствах государства по обеспечению детей аппаратами искусственной вентиляции лёгких на дому.
С 2010 года начал открывать студии творческого развития по всей России. Студии появились в Воронеже, Нижнем Новгороде, Казани, Санкт-Петербурге (две студии), Новосибирске, Уфе, Челябинске, Сочи, Иванове, Тольятти, Перми (две студии). Летом 2012 года в Екатеринбурге, в ДОЛ «Красная гвоздика» (город Сысерть) прошёл общий сбор всех «Театральных студий при благотворительном фонде Константина Хабенского» под названием «Оперение 2012». «Оперение 2013» прошло в Уфе, «Оперение 2014» — в Казани, «Оперение 2015» — в Санкт-Петербурге, «Оперение 2016» — в Челябинске. «Оперение 2017» прошло в Сочи.
Во время президентских выборов 2012 года актёр входил в общественный совет кандидата Михаила Прохорова. Подписывал открытые письма в поддержку Светланы Бахминой и Владимира Некляева.
В марте 2014 года «Благотворительный фонд Константина Хабенского» совместно с компанией «МТС» запустил благотворительный театральный музыкальный проект «Поколение Маугли» (по мотивам сказки Киплинга «Книга джунглей»), большинство ролей в котором, в том числе главную роль Маугли, исполняют одарённые дети из разных регионов России, а «взрослые» роли играют такие профессиональные актёры российского театра, кино и эстрады, как Гоша Куценко (Шерхан), Эльмира Калимуллина (Багира), Тимур Родригез (Балу), Константин Хабенский (Акела), Диана Арбенина и многие другие. Музыку и стихи к спектаклю подготовили музыканты группы «Несчастный случай» Алексей Кортнев и Сергей Чекрыжов. Благодаря проекту удалось собрать около 14 млн рублей на лечение 21 ребёнка с онкологическими заболеваниями.
В декабре 2014 года проект «Поколение Маугли» стал лауреатом специальной Премии имени К. С. Станиславского (театральный сезон 2013—2014) на XIX Международном театральном фестивале «Сезон Станиславского» в Москве.
В мае 2016 года за проект «Поколение Маугли» был удостоен премии «Импульс добра» в специальной номинации «за вклад в развитие и продвижение социального предпринимательства в России».
В июне 2019 года на открытии фестиваля «Кинотавр» выступил в поддержку арестованного журналиста Ивана Голунова.
В марте 2022 года после начала вторжения России на Украину заявил следующее: «В сегодняшних обстоятельствах, когда каждый день гибнут люди, мне и многим моим коллегам очень тяжело, психологически тяжело, выходить на сцену и делать свою работу, но мы будем продолжать делать своё дело. Потому что театр — это то место, где говорят о человеке, о жизни человеческого духа, о ценностях человеческой жизни». В дальнейшем отменил несколько запланированных постановок МХТ, аргументировав это тем, что «по-человечески неправильно сейчас брать материал для сцены художественного театра, который бы как-то иронизировал, ёрничал или имел свою интерпретацию на тему, связанную с какими-либо военными действиями и связанными с ними человеческими трагедиями», так как «продолжается специальная военная операция», «почти каждый день гибнут люди», «ребята, выполняющие свой профессиональный долг», «просто мирные люди».
Был федеральным спикером урока «Разговоры о важном» на тему «Волонтёры России» 5 декабря 2022 года.
В 2023 году фонд Хабенского к 15-летию организации выпустил документальный фильм «Как я стал ребенком», в котором рассказывается об истории фонда и о тех, кому он помогает.
В январе 2023 года на катке ВДНХ прошла ежегодная благотворительная акция, организатором которой является Константин Хабенский. Все средства, собранные от продажи билетов, направлены в благотворительный фонд Константина Хабенского, фонд помощи хосписам «Вера», благотворительный фонд «Линия жизни» и фонд поддержки детей с особенностями развития «Я есть!».
27 августа 2023 года состоялся благотворительный футбольный матч на Патриарших прудах в поддержку подопечных фонда Хабенского.
В марте 2024 года принял участие в церемонии открытия Всемирного фестиваля молодежи в Сочи.

## Политическая позиция
Как директор МХТ имени А. П. Чехова после вторжения России на Украину убрал из планов театра премьеры тех, кто не поддерживал в войне Россию, а в оставшихся спектаклях были удалены имена режиссёров Дмитрия Крымова, Кирилла Серебренникова и Александра Молочникова.
В январе 2023 года уволил из театра народного артиста России Дмитрия Назарова и его жену, Ольгу Васильеву, из-за антивоенной позиции Дмитрия Назарова.

## Театральные работы

### Театр «Суббота»
- 1989 — «Кто там в крови» по мотивам трагедии «Макбет» — прораб Сивард
- 1989 — «Окна, улицы, подворотни» — Чингиз
- 1989 — «Крепостные актёрки» — Петруша
- 1989 — «Рок-труппа „Стоп-кран“» — Мордкин
- 1990 — «Пять углов» — Саня
- 1990 — «Чемодан чепухи» — Хитрец
- 1990 — «Винни-Пух и все, все, все» — Тигра
- 1990 — «Три товарища» по роману Э. М. Ремарка — Роберт
- 1990 — «Таланты и поклонники» А. Н. Островского — Вася

### Театр на Крюковом канале
- «Дорога» по киносценарию Ф. Феллини (студенческая работа) — канатоходец Матто
- «Шутки Чехова» (студенческая работа); режиссёр: Вениамин Фильштинский — Ломов
- «Три сестры» А. Чехова (студенческая работа) — Чебутыкин; режиссёр: Вениамин Фильштинский
- 1994 — «Время Высоцкого» (студенческая работа) — несколько ролей; режиссёр: Вениамин Фильштинский
- 1996 — «В ожидании Годо» С. Беккета — Эстрагон; режиссёр: Юрий Бутусов (дипломная работа Ю. Бутусова)

### Театр «Сатирикон» имени Аркадия Райкина
- 1996 — «Трёхгрошовая опера» Б. Брехта; режиссёр: Владимир Машков[6]
- 1996 — «Сирано де Бержерак» Э. Ростана[6]

### Театр «Фарсы»
- 1998 — «Гамлет» У. Шекспира — Горацио; режиссёр: Виктор Крамер

### Театр имени Ленсовета
- 1997 — «Войцек» Г. Бюхнера — дурачок Карл; режиссёр: Юрий Бутусов
- 1997 — «В ожидании Годо» С. Беккета — Эстрагон; режиссёр: Юрий Бутусов
- 1997 — «Король, дама, валет» В. Набокова — манекен / официант / санитар; режиссёр: Владислав Пази
- 1998 — «Калигула» А. Камю — Калигула; режиссёр: Юрий Бутусов
- 1998 — «Братец Кролик на Диком Западе» по пьесе Эдуарда Гайдая — Братец Опоссум; режиссёр: Владислав Пази
- 2000 — «Клоп» В. Маяковского; режиссёр: Юрий Бутусов
- 2000 — «Поживём — увидим» Б. Шоу — Валентайн; режиссёр: Владислав Пази

### Антреприза
- 2001 — «Смерть Тарелкина» А. Сухово-Кобылина — Варравин; режиссёр: Юрий Бутусов

### МХТ имени А. П. Чехова
- 2002 — «Утиная охота» А. Вампилова — Зилов; режиссёр: Александр Марин
- 2004 — «Белая гвардия» М. Булгакова — Алексей Турбин; режиссёр: Сергей Женовач
- 2005 — «Гамлет» У. Шекспира — Клавдий; режиссёр: Юрий Бутусов
- 2009 — «Трёхгрошовая опера» Б. Брехта — Мэкки-Нож; режиссёр: Кирилл Серебренников
- 2014 — «Контрабас» П. Зюскинда — Соло на контрабасе; режиссёр: Глеб Черепанов
- 2021 — «Враки, или Завещание барона Мюнхгаузена» — барон Карл Фридрих Иероним фон Мюнхгаузен; режиссёр: Виктор Крамер
- 2023 — «9 ряд. 10, 11 место» по пьесе Юлии Поспеловой. Спектакль поставлен к 125-летнему юбилею МХТ; режиссёр: Денис Азаров

### Музыкально-литературные проекты
- 2011 — Совместный проект Константина Хабенского с Юрием Башметом[6]
- 2016 — спектакль «Не покидай свою планету» по мотивам произведения Антуана де Сент-Экзюпери «Маленький принц», совместно с Юрием Башметом; режиссёр: Виктор Крамер (театр «Современник»)[6]

## Фильмография

### Роли в кино
- 1994 — На кого Бог пошлёт — пешеход в очках
- 1997 — Наташа — Ференц, московский студент из Венгрии
- 1998 — Хрусталёв, машину! — оркестрант с бенгальскими огнями
- 1998 — Женская собственность — Андрей Калинин
- 1999 — Поклонник — Стас, водитель
- 2000 — Дом для богатых — Юрий Сапожников
- 2001 — Механическая сюита — Эдуард
- 2002 — В движении — Александр Гурьев, журналист
- 2002 — Жизнь и смерть Петра Аркадьевича Столыпина — Дмитрий Богров
- 2003 — Особенности национальной политики — Георгий, папарацци
- 2003 — Женский роман — Кирилл
- 2004 — Ночной Дозор — Антон Городецкий
- 2004 — Свои — Лившиц, политрук
- 2004 — Богиня: как я полюбила — Полосуев
- 2005 — Дневной Дозор — Антон Городецкий
- 2005 — Бедные родственники — Эдуард Летов
- 2005 — Статский советник — Григорий Гринберг, террорист по прозвищу «Грин»
- 2006 — Час пик — Константин Романович Архипов, преуспевающий специалист по рекламе
- 2007 — Русский треугольник — Денис Мальцев
- 2007 — Ирония судьбы. Продолжение — Константин Евгеньевич Лукашин, врач, сын Евгения Михайловича Лукашина и Гали
- 2008 — Особо опасен — «экстерминатор», эксперт по взрывчатке
- 2008 — Адмиралъ — Александр Васильевич Колчак, адмирал
- 2008 — Домовой — Антон Праченко, писатель, автор бульварных детективов
- 2009 — Чудо — Николай Артемьев, журналист
- 2011 — Выкрутасы — Вячеслав Николаевич Колотилов, школьный учитель (преподаватель русского языка) из городка Пальчики
- 2011 — Шпион, выйди вон! — Алексей Александрович Поляков, советский атташе
- 2011 — Распутин — Арон Симанович, личный секретарь Григория Распутина
- 2012 — Сказка. Есть — «Энциклопедический словарь»
- 2013 — Географ глобус пропил — Виктор Сергеевич Служкин, учитель географии
- 2013 — Война миров Z — русский стрелок (эпизод был вырезан при монтаже)
- 2014 — Авантюристы — Макс, профессиональный дайвер и бывший жених Кати
- 2014 — Ёлки 1914 — офицер царской армии, отец Гриши и Глаши / голос за кадром
- 2015 — Чёрное море — Блэки (Юрьич)
- 2016 — Хороший мальчик — Александр Смирнов, отец Коли и Димы
- 2016 — Коллектор — Артур, банковский коллектор
- 2016 — Лети, майский жук![нем.] — Кон
- 2017 — Время первых — Павел Иванович Беляев, лётчик-космонавт СССР, командир космического корабля «Восход-2»
- 2018 — Селфи — Владимир Богданов, популярный писатель и телеведущий / его двойник
- 2018 — Собибор — Александр Аронович Печерский, организатор восстания 14 октября 1943 года в нацистском лагере смерти «Собибор» в Польше
- 2019 — Тёмная как ночь. Анна Каренина 2019 (короткометражный) — машинист электропоезда
- 2020 — Доктор Лиза — Денис Валерьевич Шевкунов, врач-онколог
- 2020 — Фея — Евгений Войгин
- 2020 — Огонь — Алексей Павлович Соколов, полковник, командир бригады десантников-пожарных и спасателей «Авиалесоохраны», инструктор
- 2020 — Трое — Александр Сашин, ведущий ежедневного популярного телешоу «Ночной полёт», муж Златы Ямпольской, любовник Вероники Гущиной
- 2021 — Майор Гром. Чумной доктор — Вениамин Самуилович Рубинштейн, врач-психиатр (в сцене после титров)
- 2021 — Нормальный только я — Виктор Рюрикович, мэр
- 2021 — Чемпион мира — Виктор Львович Корчной, бывший советский шахматист, гроссмейстер-«невозвращенец», выступавший под флагом ФИДЕ
- 2021 — Мажор. Фильм — Меглин (в титрах не указан)
- 2022 — Лиза и волшебный макет — царь
- 2022 — Гром: Трудное детство — Вениамин Самуилович Рубинштейн, врач-психиатр (в сцене после титров; сцена, не вошедшая в фильм Майор Гром: Чумной Доктор)
- 2022 — Как с Максимом х(пип)ня случилась (короткометражный) — камео
- 2023 — Праведник — отец Моше Таля
- 2023 — У людей так бывает — бармен
- 2024 — Бременские музыканты — Сыщик
- 2024 — Сто лет тому вперёд — профессор Игорь Селезнёв
- 2024 — Майор Гром: Игра — Вениамин Самуилович Рубинштейн, врач-психиатр
- 2024 — Знакомство родителей — Морозов
- 2024 — Малышарики. День Рождения — Папа[77][78]

### Роли в телесериалах
- 1999 — 2005 — Убойная сила — Игорь Сергеевич Плахов, старший лейтенант милиции (со второго сезона — капитан милиции)
- 2000 — Агент национальной безопасности 2 (серии № 16-17 «Человек без лица») — Рашид-Саббах, исламский террорист
- 2000 — Империя под ударом (серии № 2 «Голубой конверт» и № 11 «Хлыст») — Григорий Андреевич Гершуни, эсер-террорист
- 2003 — Линии судьбы — Константин, музыкант
- 2005 — Бухта Филиппа — Филипп Аркадьевич Ронин («Фил»), юрист, бывший сотрудник прокуратуры, владелец небольшого предприятия по ремонту и обслуживанию яхт, частный детектив по уголовным делам
- 2005 — Есенин — Лев Давидович Троцкий
- 2005 — Гибель империи (серия № 2 «Чёрный голубь») — Борис Сергеевич Лозовский
- 2005 — Дело о «Мёртвых душах» — Павел Иванович Чичиков
- 2011 — Небесный суд — Андрей Казаков, прокурор первой ступени
- 2012 — Белая гвардия — Алексей Васильевич Турбин, военный врач в чине поручика
- 2013 — Пётр Лещенко. Всё, что было… — Пётр Константинович Лещенко, эстрадный певец
- 2015 — Метод — Родион Викторович Меглин, следователь
- 2015 — Говорит Москва (Левитан) — Юрий Левитан
- 2017 — Троцкий — Лев Давидович Троцкий
- 2020 — 2021 — Метод 2 — Родион Викторович Меглин, следователь
- 2020 — Нежность — Гоша
- 2021 — За час до рассвета — майор Сергей Васильевич Шумейко («Сатана»)
- 2023 — Неприличные деньги — Сергей Леонидович, кандидат экономических наук, доцент
- 2025 — Майор Гром. Сериал — Вениамин Рубинштейн
- 2025 - Метод 3 сезон - Меглин Родион Викторович (Следователь)

### Режиссёрские работы
- 2018 — Собибор

### Сценарные работы
- 2018 — Собибор

### Прочее
- 2014 — Вечера науки с Константином Хабенским — ведущий

### Озвучивание
- 2002 — Кукушка — Вейко (Вилле Хаапасало) — закадровый перевод
- 2002 — Небо. Самолёт. Девушка — Георгий (Дмитрий Орлов)
- 2007 — 18-14 — голос за кадром
- 2010 — Ёлки — голос за кадром
- 2011 — Ёлки 2 — голос за кадром
- 2012 — Паровозик Тишка (мультсериал) — папа Тишки
- 2013 — Ёлки 3 — голос за кадром
- 2014 — Ёлки 1914 — голос за кадром
- 2015 — Савва. Сердце воина (мультфильм) — Анга
- 2015 — Весёлая карусель № 41. Про Комарова (мультфильм) — голос за кадром
- 2016 — Ёлки 5 — голос за кадром
- 2017 — Урфин Джюс и его деревянные солдаты (мультфильм) — Урфин Джюс
- 2017 — Ёлки новые — голос за кадром
- 2017 — Малышарики (мультсериал) — мужской голос за кадром[79]
- 2018 — Ёлки последние — голос за кадром
- 2019 — Урфин Джюс возвращается (мультфильм) — Урфин Джюс
- 2021 — Байкал. Удивительные приключения Юмы — голос за кадром
- 2021 — Ёлки 8 — голос за кадром
- 2022 — Суворов: Великое путешествие (мультфильм) — Александр Васильевич Суворов
- 2023 — Волк думающий — голос за кадром
- 2025 — Кракен — голос отца

### Дубляж

#### Фильмы
- 1999 — Воскрешая мертвецов — Ноэль (Марк Энтони)
- 2000 — Пункт назначения — Картер Хортон (Керр Смит)
- 2000 — Вес воды — Рич Джейнс (Джош Лукас)
- 2017 — Путешествие времени — голос за кадром[81]

#### Мультфильмы и мультсериалы
- 1995 — 1999 — Тимон и Пумба — Тимон (серии 1—40)[82]
- 2005 — Мадагаскар — лев Алекс[83]
- 2008 — Мадагаскар 2 — лев Алекс[84]
- 2009 — 9 — 9, учёный[85]
- 2009 — Рождественский Мадагаскар — лев Алекс[86]
- 2012 — Мадагаскар 3 — лев Алекс[87]
- 2015 — Маленький принц — Лис[88]
- 2017 — Ван Гог. С любовью, Винсент — доктор Поль Гаше[89]

### Вокал
- «Если у вас нету тёти» («Ирония судьбы. Продолжение», 2007)
- «Проститься» («Выкрутасы», 2011, совместно с Юлией Чичериной и группой «Uma2rmaH»)
- «Дом хрустальный» (Владимир Высоцкий)
- «Москва — Одесса» (Владимир Высоцкий)

## Работа в рекламе
- «Сбербанк» (2017)[90]
- «Совкомбанк» (2018)[91]; (2019)[92]
- «Банк ФК Открытие» (2022)

## Признание

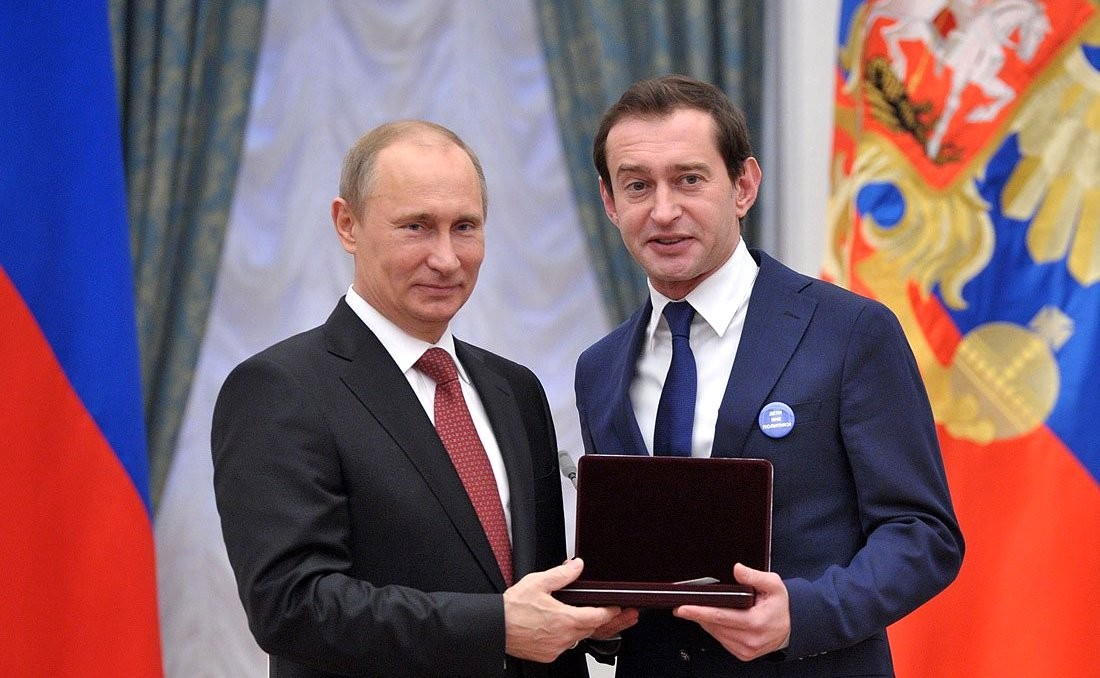
Присвоение почётного звания «Народный артист Российской Федерации». Москва, Кремль, 26 декабря 2012 года

### Государственные награды
- Почётное звание «Заслуженный артист Российской Федерации» (10 августа 2006 года) — «за заслуги в области искусства»[93].
- Почётное звание «Народный артист Российской Федерации» (9 января 2012 года) — «за большие заслуги в области искусства»[94][6].
- Премия Министерства обороны Российской Федерации в области культуры и искусства (26 марта 2019 года) — «за произведение аудиовизуальных искусств» (в составе съёмочной группы фильма «Собибор»)[95].
- Государственная премия Российской Федерации (10 декабря 2019 года) — «за выдающиеся достижения в области благотворительной деятельности»[96][6].
- Орден Почёта (18 сентября 2023 года) — «за вклад в развитие отечественной культуры и искусства, многолетнюю плодотворную деятельность»[97].

### Общественные награды
2025 — Премия имени Анатолия Лысенко — в номинации «За достижения».

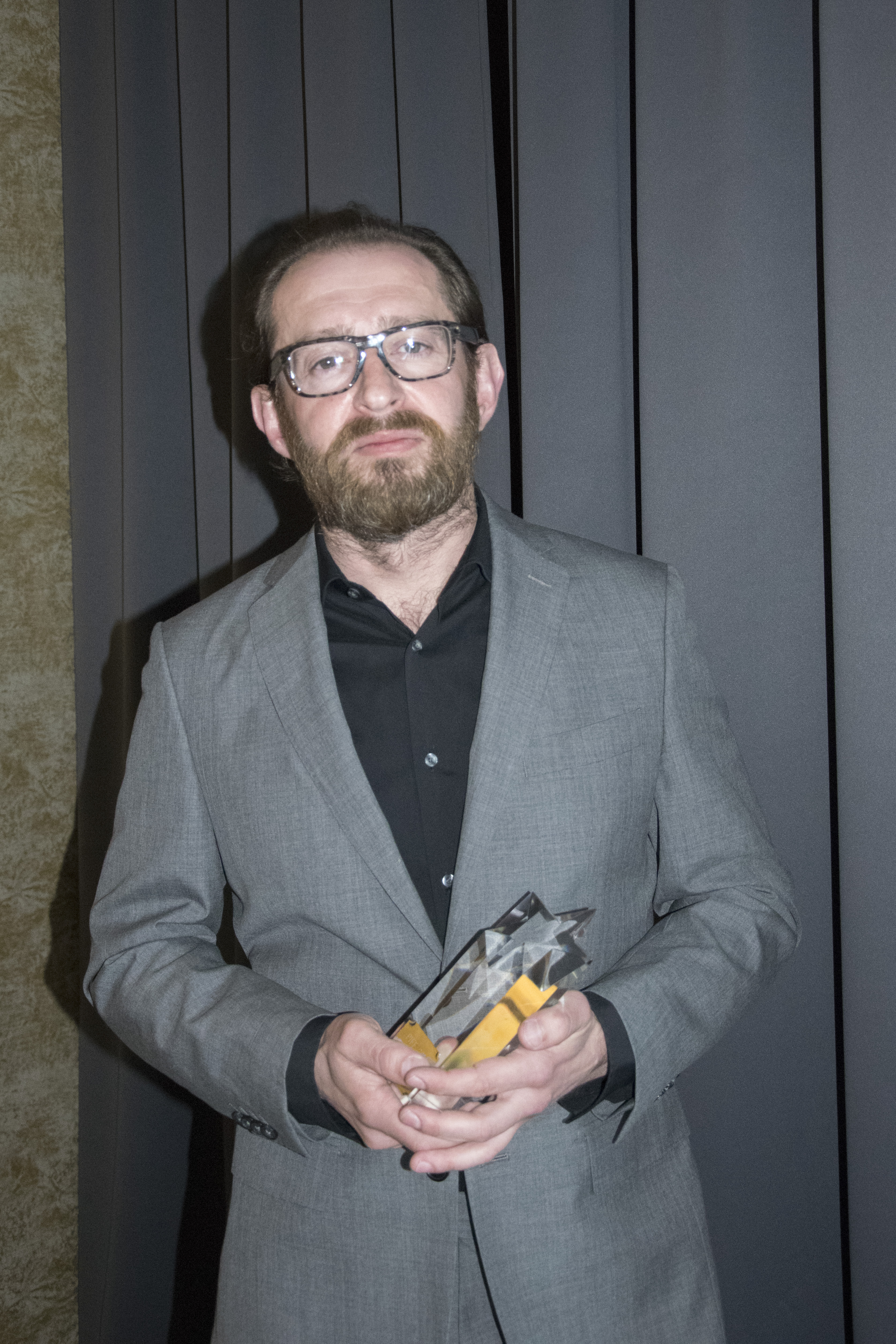
Константин Хабенский получает почётную награду «За вклад в киноискусство» на «Пражском фестивале независимого кино» (Prague Independent Film Festival (PIFF)) на премьере фильма «Собибор». Прага, 6 мая 2018 года

| Год  | Фильм | Награда | Категория                                                                                          | Результат |
| ---- | --- | --- | -------------------------------------------------------------------------------------------------- | --------- |
| 1999 | «В ожидании Годо» (спектакль режиссёра Юрия Бутусова на сцене Театра имени Ленсовета)                                                | Санкт-Петербургская независимая актёрская премия имени Владислава Стржельчика                                                              | «Актёрский ансамбль» (вместе с Михаилом Пореченковым, Михаилом Трухиным и Андреем Зибровым)        | Победа    |
| 1999 | «Женская собственность» | Приз жюри на кинофестивале «Литература и кино» в Гатчине                                                                                   | «Лучшая мужская роль»                                                                              | Победа    |
| 2003 | «В движении» | XI фестиваль «Виват кино России!» | «Лучшая мужская роль»                                                                              | Победа    |
| 2005 | «Бедные родственники» | «Кинотавр» | «Лучшая мужская роль»                                                                              | Победа    |
| 2005 | «Бедные родственники» | «Золотой овен» | «Лучшая мужская роль»                                                                              | Победа    |
| 2005 | «Гамлет» (спектакль режиссёра Юрия Бутусова на сцене МХТ имени А. П. Чехова)                                                         | Театральная премия «Чайка» | «Лучший исполнитель отрицательной роли»                                                            | Победа    |
| 2005 | «Статский советник» | «Золотой орёл» | «Лучшая мужская роль второго плана»                                                                | Победа    |
| 2007 | «За совокупность заслуг» в МХТ имени А. П. Чехова                                                                                    | Премия имени К. С. Станиславского (театральный сезон 2006—2007) на XII Международном театральном фестивале «Сезон Станиславского» в Москве | «Мастерство актёра» («Лучшая мужская роль»)                                                        | Победа    |
| 2008 | «Ирония судьбы. Продолжение» | «MTV Russia Movie Awards» | «Лучший комедийный актёр»                                                                          | Победа    |
| 2008 | «Адмиралъ» | VI Международный фестиваль военного кино имени Ю. Н. Озерова                                                                               | «Золотой меч»                                                                                      | Победа    |
| 2008 | «Адмиралъ» | «Ника» | «Лучшая мужская роль»                                                                              | Номинация |
| 2008 | «Адмиралъ» | «Золотой орёл» | «Лучшая мужская роль в кино»                                                                       | Победа    |
| 2008 | «Адмиралъ» | «MTV Russia Movie Awards» | «Лучшая мужская роль»                                                                              | Победа    |
| 2013 | «Географ глобус пропил» | «Кинотавр» | «Лучшая мужская роль»                                                                              | Победа    |
| 2013 | «Географ глобус пропил» | «Золотой орёл» | «Лучшая мужская роль в кино»                                                                       | Победа    |
| 2013 | «Географ глобус пропил» | «Ника» | «Лучшая мужская роль»                                                                              | Победа    |
| 2013 | «Географ глобус пропил» | XXII фестиваль «Виват, кино России!» | Специальный приз жюри                                                                              | Победа    |
| 2014 | Благотворительный театральный проект «Поколение Маугли» (Компания «МТС» совместно с Благотворительным фондом Константина Хабенского) | Премия имени К. С. Станиславского (театральный сезон 2013—2014) на XIX Международном театральном фестивале «Сезон Станиславского» в Москве | Специальная премия                                                                                 | Победа    |
| 2016 | Благотворительный театральный проект «Поколение Маугли» (Компания «МТС» совместно с Благотворительным фондом Константина Хабенского) | Премия «Импульс добра» | Специальная номинация «За вклад в развитие и продвижение социального предпринимательства в России» | Победа    |
| 2016 | «Метод» | «Золотой орёл» | «Лучшая мужская роль на телевидении»                                                               | Номинация |
| 2016 | «Метод» | ТЭФИ | «Лучший актёр телевизионного фильма/сериала»                                                       | Победа    |
| 2016 | «Коллектор» | «Кинотавр» | «Лучшая мужская роль»                                                                              | Победа    |
| 2017 | «Коллектор» | Пражский фестиваль независимого кино (Prague Independent Film Festival (PIFF))                                                             | «Лучший актёр»                                                                                     | Победа    |
| 2018 | «Троцкий» | Профессиональный приз Ассоциации продюсеров кино и телевидения в области телевизионного кино за 2017 год                                   | «Лучший актёр телевизионного фильма/сериала»                                                       | Победа    |
| 2018 | «Троцкий» | ТЭФИ | «Лучший актёр телевизионного фильма/сериала»                                                       | Победа    |
| 2018 | «Собибор» | Пражский фестиваль независимого кино (Prague Independent Film Festival (PIFF))                                                             | Специальный приз «За вклад в киноискусство»                                                        | Победа    |
|      | «Собибор» | Премия «Скрипач на крыше» | За отображение героизма узников нацизма в фильме                                                   | Победа    |
| 2019 | «Тёмная как ночь. Анна Каренина 2019»                                                                                                | Фестиваль независимого кино в Вене | «Лучший актёр второго плана»                                                                       | Победа    |

## Пародии
- Константин Хабенский был два раза спародирован в телепередаче «Большая разница» на «Первом канале»: в роли Антона Городецкого в художественном фильме «Ночной Дозор» (2004), и в роли Александра Колчака в фильме «Адмиралъ» (2008). Пародии исполнил артист труппы Сергей Бурунов[источник не указан 1058 дней].
- В 2005 году вышел художественный фильм-пародия «Ночной базар» с юмористической переозвучкой фильма «Ночной Дозор» (2004)[114][115].
- 27 октября 2006 года выпущена юмористичная компьютерная игра-квест «Тупой дозор» производства российской компании-разработчика «Сатурн-плюс». Главный герой игры был переименован в Артёма Невтрындецкого[116], были скопированы внешность и голос актёра, которым герой постоянно комментировал объекты игры. Постером игры, как и фильма «Ночной базар», стала карикатура на постер оригинального фильма с образом Антона Городецкого (Константина Хабенского).

## Документальные фильмы и телепередачи
- «Константин Хабенский. „Встречи на Моховой“» («Пятый канал», 2010).[117]
- «Константин Хабенский. „Люди, которых я люблю“» («Первый канал», 2022)[118][119] «Академия театра», 2010.